# Jens Weißflog
Jens Weißflog (ur. 21 lipca 1964 w Erlabrunn) – niemiecki skoczek narciarski reprezentujący NRD oraz Niemcy, czterokrotny medalista olimpijski, dziewięciokrotny medalista mistrzostw świata, dwukrotny medalista mistrzostw świata w lotach, zdobywca Pucharu Świata oraz czterokrotny zwycięzca Turnieju Czterech Skoczni, zwycięzca 33 indywidualnych konkursów Pucharu Świata.

## Kariera

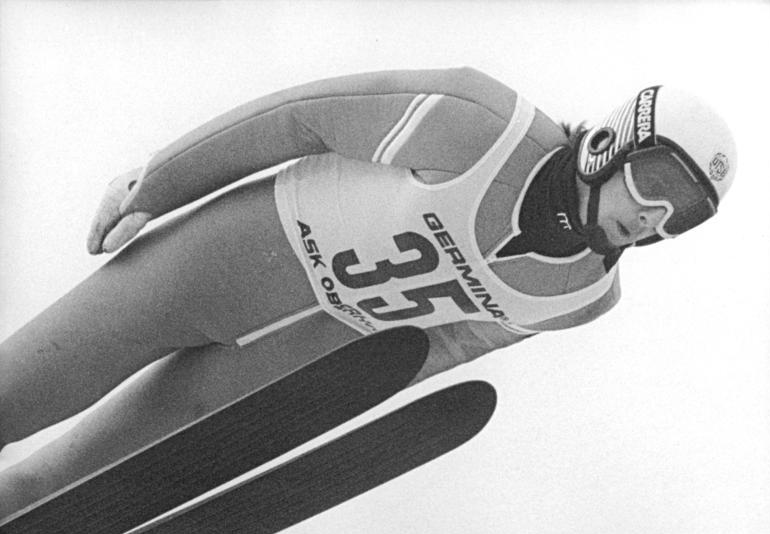
Mistrz olimpijski z serii 84 Jens Weißflog. Zdjęcie zrobione w Oberwiesenthal 31.01.1989 roku.

Wychował się w miejscowości Pöhla w Rudawach. Już jako nastolatek był zafascynowany skokami narciarskimi. Początkowo trenował (1977) w rodzimym przyzakładowym klubie sportowym SC Traktor Oberwiesenthal, a dwa lata później wygrał przy pierwszej próbie okręgowe igrzyska sportowe w Schwarzenbergu. Z powodu niskiej wagi ciała nadano mu przydomek „Floh” (pol. Pchła).
W swojej długiej sportowej karierze zdobył prawie wszystko, co może osiągnąć skoczek. W Pucharze Świata zadebiutował 30 grudnia 1980 roku w Oberstdorfie, gdzie zajął 90. miejsce. Na kolejny start musiał poczekać dwa lata, do pierwszego konkursu 31. edycji Turnieju Czterech Skoczni, w którym zajął 27. miejsce. Już dwa dni później, 1 stycznia 1983 roku, podczas konkursu w Garmisch-Partenkirchen Weißflog po raz pierwszy w karierze stanął na podium, zarazem pierwszy raz zdobywając punkty Pucharu Świata. W Innsbrucku był już drugi, ulegając jedynie Finowi Mattiemu Nykänenowi, a 6 stycznia 1983 roku w Bischofshofen niemiecki skoczek odniósł swe pierwsze zwycięstwo. W klasyfikacji generalnej Turnieju Czterech Skoczni zajął ostatecznie drugie miejsce za Nykänenem, trzeci był Horst Bulau z Kanady. W całym sezonie 1982/1983 trzykrotnie stawał na podium, po jednym razie na każdym jego stopniu, co dało mu 16. miejsce w klasyfikacji generalnej.
Sezon 1983/1984 był najbardziej udanym w jego karierze. Na igrzyskach olimpijskich w Sarajewie zdobył złoty medal na normalnej skoczni, wyprzedzając dwóch Finów: Nykänena oraz Jariego Puikkonena. Nykänen prowadził po pierwszej serii po skoku na 91,0 metrów, drugie miejsce zajmował Weißflog, który skoczył metr bliżej, a trzeci był Andreas Bauer z RFN. W drugiej kolejce Jens skoczył 87,0 metrów i skaczącemu na końcu Nykänenowi do zdobycia złota wystarczyłby skok na odległość około 86,0 metrów. Fin osiągnął tylko 84,0 metry co jednak wystarczyło do zdobycia srebrnego medalu. Na dużym obiekcie zwyciężył Nykänen z dużą przewagą nad drugim w konkursie Weißflogiem, a trzecie miejsce zajął Pavel Ploc z Czechosłowacji. W 1984 roku odbyły się także mistrzostwa świata w Engelbergu, gdzie reprezentacja NRD z Weißflogiem w składzie zdobyła srebrny medal. Ponadto zwyciężył w klasyfikacji generalnej 32. Turnieju Czterech Skoczni zajmując drugie miejsce w Oberstdorfie i zwyciężając w pozostałych trzech konkursach. Łącznie w tym sezonie w konkursach Pucharu Świata zwyciężył siedem razy, czterokrotnie był drugi i raz trzeci, co pozwoliło na triumf w klasyfikacji generalnej.
Na mistrzostwach świata w Seefeld Jens wywalczył złoty medal na normalnej skoczni, wyprzedzając Andreasa Feldera z Austrii oraz Norwega Pera Bergeruda, a na dużym obiekcie był dziewiąty, tracąc do zwycięzcy 9 punktów. Na tych samych mistrzostwach zdobył ponadto brązowy medal w drużynie, wspólnie z Frankiem Sauerbreyem, Manfredem Deckertem i Klausem Ostwaldem. W 1985 roku odbywały się także mistrzostwa świata w lotach w Planicy, gdzie reprezentant NRD zajął drugie miejsce, ustępując tylko Mattiemu Nykänenowi. Wygrał 33. Turniej Czterech Skoczni po tym, jak zajął czwarte miejsce w Oberstdorfie, wygrał w Ga-pa, był drugi w Innsbrucku i ponownie czwarty w Bischofshofen. Sezon 1984/1985 zakończył na czwartej pozycji w klasyfikacji generalnej, notując dwa zwycięstwa, jedno drugie i jedno trzecie miejsce.
Słabsza forma w sezonach 1985/1986 i 1986/1987 zaowocowała jedynie dwoma miejscami na podium. Był dziewiąty na mistrzostwach świata w lotach w Tauplitz w 1986 roku. Nie wywalczył także żadnego medalu podczas mistrzostw świata w Oberstdorfie, w swoim najlepszym występie był piąty na normalnej skoczni. Rok 1988 rozpoczął od zajęcia drugiego miejsca w klasyfikacji końcowej 36. Turnieju Czterech Skoczni, tracąc 99 punktów do Nykänena. Na igrzyskach olimpijskich w Calgary Weißflog miał bronić tytułu mistrza olimpijskiego z normalnej skoczni, jednak zajął dopiero dziewiąte miejsce. Na dużym obiekcie zaprezentował się jeszcze słabiej, zajmując 31. miejsce.
W 37. Turnieju Czterech Skoczni zajął drugie miejsce ex aequo z Mattim Nykänenem, a za kolejnym Finem, Risto Laakkonenem. Podczas mistrzostw świata w Lahti w 1989 roku zwyciężył na dużym obiekcie, a na skoczni normalnej przegrał tylko z Jarim Puikkonenem. W konkursie drużynowym reprezentacja NRD z Weißflogiem w składzie zajęła siódme miejsce. Łącznie w sezonie 1988/1989 pięć razy zwyciężał, dwa razy był drugi i raz trzeci, co dało mu drugie miejsce w klasyfikacji generalnej, za Janem Boklövem ze Szwecji.
Rok później był trzeci na mistrzostwach świata w lotach w Vikersund za Dieterem Thomą z RFN oraz Mattim Nykänenem. Trzecie miejsce zajął także w 38. edycji Turnieju Czterech Skoczni, w którym także zwyciężył Thoma, a drugie miejsce zajął František Jež z Czechosłowacji, wyprzedzając Weißfloga o 6 punktów. Osiem miejsc na podium zawodów Pucharu Świata, w tym trzy zwycięstwa, dały mu szóste miejsce w klasyfikacji generalnej sezonu 1989/1990. Rok 1991 przyniósł mu między innymi trzecie zwycięstwo w Turnieju Czterech Skoczni oraz dwa brązowe medale mistrzostw świata w Val di Fiemme wywalczone na dużej skoczni indywidualnie oraz w drużynie. Na normalnym obiekcie był siódmy. W sezonie 1990/1991 Puchar Świata w lotach zajął 19. miejsce.
W ciągu kolejnych dwóch lat nie wywalczył żadnego trofeum. Na igrzyskach olimpijskich w Albertville w indywidualnych startach był dziewiąty na normalnej skoczni, a na dużym obiekcie zajął 33. miejsce. W konkursie drużynowym reprezentacja zjednoczonych już Niemiec w składzie: Dieter Thoma, Heiko Hunger, Jens Weißflog oraz Christof Duffner zajęła piąte miejsce. Także z mistrzostw świata w Falun nie przywiózł medalu po tym, jak zajął 20. miejsce na dużej skoczni oraz 40. na normalnej. Łącznie w ciągu sezonów 1991/1992 i 1992/1993 tylko raz stanął na podium zawodów Pucharu Świata, zajmując drugie miejsce.
Do wysokiej formy Jens powrócił jednak już na początku sezonu 1993/1994, kiedy zajął drugie miejsce w 42. Turnieju Czterech Skoczni, w którym lepszy okazał się tylko Espen Bredesen z Norwegii. Weißflog stawał na podium we wszystkich czterech konkursach TCS zajmując kolejno: pierwsze miejsce w Oberstdorfie, drugie w Ga-Pa i Innsbrucku oraz trzecie w Bischofshofen. Po pierwszej kolejce skoków na dużej skoczni podczas igrzysk w Lillehammer Weißflog znajdował się na drugim miejscu z odległością 129,5 m za Bredesenem, który skoczył 135,5 m i prowadził z ponad dziesięciopunktową przewagą. W drugiej serii Weißflog skoczył 133,0 m, co oznaczało, że Norwegowi do zwycięstwa wystarczyłby skok na odległość około 127,0 metrów. Norweski skoczek uzyskał jednak tylko 122,0 metry co wystarczyło do zdobycia srebrnego medalu. Triumfujący Weißflog został pierwszym niemieckim mistrzem olimpijskim od czasów Helmuta Recknagela, który wygrał na igrzyskach w Squaw Valley w 1960 roku. Na normalnej skoczni Jens zajął czwarte miejsce, przegrywając walkę o brązowy medal ze swoim młodszym rodakiem – Dieterem Thomą. Na tych samych igrzyskach reprezentacja Niemiec w składzie: Hansjörg Jäkle, Christof Duffner, Dieter Thoma i Jens Weißflog wywalczyła po raz pierwszy drużynowy złoty medal, będący zarazem pierwszym drużynowym medalem olimpijskim dla Niemiec. W Pucharze Świata odniósł siedem zwycięstw, dwa razy był drugi oraz dwa razy trzeci, co pozwoliło mu zająć drugie miejsce w klasyfikacji generalnej za Bredesenem, a przed Andreasem Goldbergerem z Austrii.
Najważniejszym punktem sezonu 1994/1995 były mistrzostwa świata w Thunder Bay. Na normalnej skoczni zajął piąte miejsce, tracąc do trzeciego miejsca ponad 10 punktów, jednak na dużym obiekcie wywalczył brązowy medal, wyprzedzili go tylko Tommy Ingebrigtsen z Norwegii oraz Andreas Goldberger z Austrii. W konkursie drużynowym wspólnie z Hansjörgiem Jäkle, Dieterem Thomą i Gerdem Siegmundem zdobył srebrny medal. W Pucharze Świata w lotach zajął 14. miejsce, a w Puchar Świata w skokach był szósty. Jego ostatnim trofeum w karierze było zwycięstwo w 44. Turnieju Czterech Skoczni; był drugi w Oberstdorfie i Innsbrucku, trzeci w Ga-Pa i wygrał w Bischofshofen. Był ponadto czwarty na mistrzostwach świata w lotach w Tauplitz w 1996 roku, walkę o brązowy medal przegrał z Urbanem Francem ze Słowenii. Swoje ostatnie zwycięstwo odniósł w Iron Mountain 17 lutego 1996 roku. W swoim ostatnim konkursie Pucharu Świata na skoczni Holmenkollbakken zajął szóste miejsce. Konkurs ten wygrał Adam Małysz. 15 czerwca 1996 roku w Oberwiesenthal miały miejsce pożegnalne zawody Niemca. Weißflog zajął 2.miejsce, a skokiem na 102 metrów pobił rekord skoczni.
Łącznie Weißflog odniósł 33 zwycięstwa w konkursach Pucharu Świata (do 2007 roku był to drugi wynik po Matti Nykänenie), a 73 razy stawał na podium. Jest jedynym skoczkiem, który skacząc dwoma różnymi stylami zdobył indywidualnie dwa złote medale olimpijskie oraz występując w dwóch różnych reprezentacjach narodowych (w 1984 roku w barwach NRD i w 1994 w barwach Niemiec). Zdobył pięć tytułów mistrza Niemiec (w 1991, 1993 i 1994 roku na normalnej skoczni oraz w 1993 i 1995 roku na dużej) oraz jeden srebrny medal (w 1991 roku na dużej skoczni).
Został odznaczony m.in. Złotym Orderem Zasług dla Ojczyzny (NRD) oraz Orderem Zasługi Republiki Federalnej Niemiec (1996). W 1991 roku otrzymał medal Holmenkollen wraz z austriackim skoczkiem Ernstem Vettorim oraz dwoma Norwegami: biegaczem Vegardem Ulvangiem oraz kombinatorem Trondem Einarem Eldenem.

## Emerytura
Jens Weißflog jest właścicielem hotelu w rodzinnej miejscowości oraz komentuje zawody w skokach dla niemieckiej telewizji ZDF. Był kandydatem do Volkskammer z ramienia Freie Deutsche Jugend w 1986 roku, a w 2009 roku został wybrany do rady miasta Oberwiesenthal z listy CDU.
W 2005 roku rozwiódł się z żoną Nicolą, z którą ma dwóch synów: Daniela i Niklasa. W październiku 2010 roku ze związku z Doreen Fiebig urodziła im się córka.

## Igrzyska olimpijskie
| Miejsce | Dzień     | Rok  | Miejscowość | Skocznia              | Punkt K | Konkurs  | Skok 1  | Skok 2  | Nota                  | Strata   | Zwycięzca      |
| ------- | --------- | ---- | ----------- | --------------------- | ------- | -------- | ------- | ------- | --------------------- | -------- | -------------- |
| 1.      | 12 lutego | 1984 | Sarajewo    | Igman                 | K-90    | indywid. | 90,0 m  | 87,0 m  | 215,2 pkt             | –        | –              |
| 2.      | 18 lutego | 1984 | Sarajewo    | Igman                 | K-112   | indywid. | 107,0 m | 107,5 m | 213,7 pkt             | 17,5 pkt | Matti Nykänen  |
| 9.      | 14 lutego | 1988 | Calgary     | Alberta Ski Jump Area | K-89    | indywid. | 81,0 m  | 80,0 m  | 196,8 pkt             | 32,3 pkt | Matti Nykänen  |
| 31.     | 15 lutego | 1988 | Calgary     | Alberta Ski Jump Area | K-114   | indywid. | 104,5 m | 93,5 m  | 172,0 pkt             | 52,0 pkt | Matti Nykänen  |
| 9.      | 9 lutego  | 1992 | Courchevel  | Tremplin Le Praz      | K-90    | indywid. | 84,0 m  | 83,5 m  | 208,5 pkt             | 14,3 pkt | Ernst Vettori  |
| 33.     | 16 lutego | 1992 | Courchevel  | Tremplin Le Praz      | K-120   | indywid. | 90,0 m  | 99,5 m  | 141,3 pkt             | 98,2 pkt | Toni Nieminen  |
| 5.      | 20 lutego | 1992 | Courchevel  | Tremplin Le Praz      | K-120   | druż.    | 107,0 m | 104,0 m | 544,6 pkt (183,4 pkt) | 99,8 pkt | Finlandia      |
| 1.      | 20 lutego | 1994 | Lillehammer | Lysgårdsbakken        | K-120   | indywid. | 129,5 m | 133,0 m | 274,5 pkt             | –        | –              |
| 1.      | 22 lutego | 1994 | Lillehammer | Lysgårdsbakken        | K-120   | druż.    | 131,0 m | 135,5 m | 970,1 pkt (277,7 pkt) | –        | –              |
| 4.      | 25 lutego | 1994 | Lillehammer | Lysgårdsbakken        | K-90    | indywid. | 98,0 m  | 96,5 m  | 260,0 pkt             | 22,0 pkt | Espen Bredesen |

## Mistrzostwa świata
| Miejsce | Dzień       | Rok  | Miejscowość      | Konkurs                         | Wynik     | Strata    | Zwycięzca          |
| ------- | ----------- | ---- | ---------------- | ------------------------------- | --------- | --------- | ------------------ |
| 2.      | 26 lutego   | 1984 | Engelberg        | Skocznia duża drużynowo         | 572,2 pkt | 46,1 pkt  | Finlandia          |
| 9.      | 20 stycznia | 1985 | Seefeld in Tirol | Skocznia duża indywidualnie     | 215,2 pkt | 9,0 pkt   | Per Bergerud       |
| 3.      | 22 stycznia | 1985 | Seefeld in Tirol | Skocznia duża drużynowo         | 550,8 pkt | 32,2 pkt  | Finlandia          |
| 1.      | 26 stycznia | 1985 | Seefeld          | Skocznia normalna indywidualnie | 225,3 pkt | –         | –                  |
| 15.     | 15 lutego   | 1987 | Oberstdorf       | Skocznia duża indywidualnie     | 193,6 pkt | 22,4 pkt  | Andreas Felder     |
| 5.      | 17 lutego   | 1987 | Oberstdorf       | Skocznia duża drużynowo         | 582,5 pkt | 51,6 pkt  | Finlandia          |
| 5.      | 20 lutego   | 1987 | Oberstdorf       | Skocznia normalna indywidualnie | 215,3 pkt | 9,1 pkt   | Jiří Parma         |
| 2.      | 20 lutego   | 1989 | Lahti            | Skocznia duża indywidualnie     | 212,5 pkt | 6,0 pkt   | Jari Puikkonen     |
| 7.      | 22 lutego   | 1989 | Lahti            | Skocznia duża drużynowo         | 558,0 pkt | 87,0 pkt  | Finlandia          |
| 1.      | 26 lutego   | 1989 | Lahti            | Skocznia normalna indywidualnie | 114,5 pkt | –         | –                  |
| 3.      | 10 lutego   | 1991 | Val di Fiemme    | Skocznia duża indywidualnie     | 210,0 pkt | 7,5 pkt   | Franci Petek       |
| 3.      | 14 lutego   | 1991 | Val di Fiemme    | Skocznia duża drużynowo         | 699,5 pkt | 37,6 pkt  | Austria            |
| 7.      | 16 lutego   | 1991 | Val di Fiemme    | Skocznia normalna indywidualnie | 211,9 pkt | 11,0 pkt  | Heinz Kuttin       |
| 20.     | 21 lutego   | 1993 | Falun            | Skocznia duża indywidualnie     | 165,7 pkt | 75,7 pkt  | Espen Bredesen     |
| 11.     | 23 lutego   | 1993 | Falun            | Skocznia duża drużynowo         | 632,2 pkt | 189,3 pkt | Norwegia           |
| 40.     | 27 lutego   | 1993 | Falun            | Skocznia normalna indywidualnie | 175,6 pkt | 62,2 pkt  | Masahiko Harada    |
| 5.      | 12 marca    | 1995 | Thunder Bay      | Skocznia normalna indywidualnie | 233,0 pkt | 33,0 pkt  | Takanobu Okabe     |
| 2.      | 16 marca    | 1995 | Thunder Bay      | Skocznia duża drużynowo         | 882,5 pkt | 6,5 pkt   | Finlandia          |
| 3.      | 18 marca    | 1995 | Thunder Bay      | Skocznia duża indywidualnie     | 229,9 pkt | 42,7 pkt  | Tommy Ingebrigtsen |

## Mistrzostwa świata w lotach
| Miejsce | Dzień     | Rok  | Miejscowość | Konkurs            | Wynik     | Strata   | Zwycięzca          |
| ------- | --------- | ---- | ----------- | ------------------ | --------- | -------- | ------------------ |
| 2.      | 17 marca  | 1985 | Planica     | Loty indywidualnie | 531,5 pkt | 49,0 pkt | Matti Nykänen      |
| 9.      | 9 marca   | 1986 | Tauplitz    | Loty indywidualnie | 671,0 pkt | 74,0 pkt | Andreas Felder     |
| 3.      | 25 lutego | 1990 | Vikersund   | Loty indywidualnie | 349,3 pkt | 8,4 pkt  | Dieter Thoma       |
| 4.      | 11 lutego | 1996 | Tauplitz    | Loty indywidualnie | 396,3 pkt | 41,8 pkt | Andreas Goldberger |

## Puchar Świata

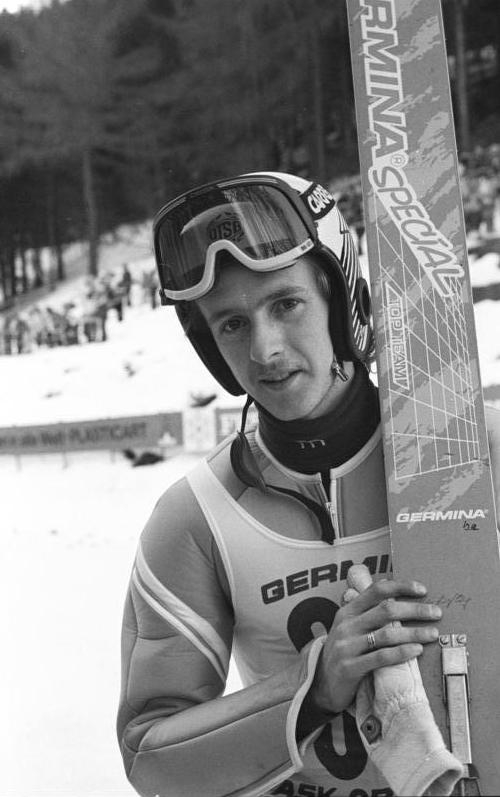
Jens Weißflog w 1989

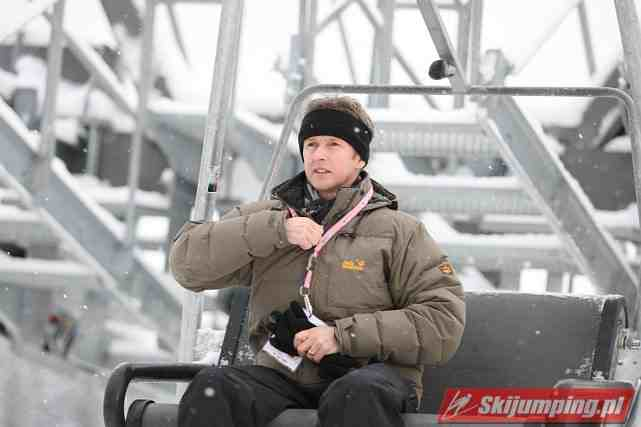
Jens Weißflog podczas PŚ w Zakopanem 2011

### Miejsca w klasyfikacji generalnej
| Sezon     | Miejsce |
| --------- | ------- |
| 1982/1983 | 16.     |
| 1983/1984 | 1.      |
| 1984/1985 | 4.      |
| 1985/1986 | 16.     |
| 1986/1987 | 11.     |
| 1987/1988 | 6.      |
| 1988/1989 | 2.      |
| 1989/1990 | 6.      |
| 1990/1991 | 8.      |
| 1991/1992 | 37.     |
| 1992/1993 | 11.     |
| 1993/1994 | 2.      |
| 1994/1995 | 6.      |
| 1995/1996 | 4.      |

### Miejsca na podium
| Sezon PŚ  | 1. miejsce | 2. miejsce | 3. miejsce | razem |
| 1995/1996 | 3          | 2          | 3          | 8     |
| 1994/1995 | 1          | 1          | 5          | 7     |
| 1993/1994 | 7          | 2          | 2          | 11    |
| 1992/1993 | –          | 1          | –          | 1     |
| 1991/1992 | –          | –          | –          | –     |
| 1990/1991 | 2          | 1          | 1          | 4     |
| 1989/1990 | 3          | 2          | 3          | 8     |
| 1988/1989 | 5          | 2          | 1          | 8     |
| 1987/1988 | 1          | 1          | 3          | 5     |
| 1986/1987 | 1          | –          | –          | 1     |
| 1985/1986 | –          | 1          | –          | 1     |
| 1984/1985 | 2          | 1          | 1          | 4     |
| 1983/1984 | 7          | 4          | 1          | 12    |
| 1982/1983 | 1          | 1          | 1          | 3     |
| suma      | 33         | 19         | 21         | 73    |

### Miejsca na podium chronologicznie

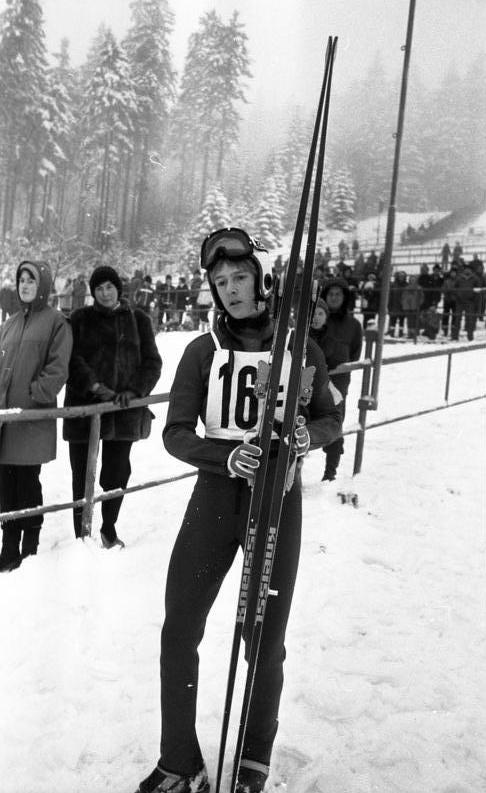
Jens Weißflog w 1982 roku

| Nr  | Data             | Miejscowość            | Skocznia                     | Nota      | Pozycja | Strata    | Zwycięzca                |
| --- | ---------------- | ---------------------- | ---------------------------- | --------- | ------- | --------- | ------------------------ |
| 1.  | 1 stycznia 1983  | Garmisch-Partenkirchen | Große Olympiaschanze         | 241,5 pkt | 3.      | 0,8 pkt   | Armin Kogler             |
| 2.  | 4 stycznia 1983  | Innsbruck              | Bergisel                     | 243,3 pkt | 2.      | 6,2 pkt   | Matti Nykänen            |
| 3.  | 6 stycznia 1983  | Bischofshofen          | Paul-Ausserleitner-Schanze   | 256,7 pkt | 1.      | –         | –                        |
| 4.  | 30 grudnia 1983  | Oberstdorf             | Schattenbergschanze          | 213,5 pkt | 2.      | 7,2 pkt   | Klaus Ostwald            |
| 5.  | 1 stycznia 1984  | Garmisch-Partenkirchen | Große Olympiaschanze         | 222,2 pkt | 1.      | –         | –                        |
| 6.  | 4 stycznia 1984  | Innsbruck              | Bergisel                     | 224,1 pkt | 1.      | –         | –                        |
| 7.  | 6 stycznia 1984  | Bischofshofen          | Paul-Ausserleitner-Schanze   | 238,1 pkt | 1.      | –         | –                        |
| 8.  | 11 stycznia 1984 | Cortina d’Ampezzo      | Italia                       | 216,6 pkt | 1.      | –         | –                        |
| 9.  | 14 stycznia 1984 | Harrachov              | Čerťák                       | 198,6 pkt | 2.      | 7,3 pkt   | Jiří Parma               |
| 10. | 15 stycznia 1984 | Liberec                | Ještěd A                     | 210,5 pkt | 1.      | –         | –                        |
| 11. | 12 lutego 1984   | Sarajewo               | Igman K-90                   | 215,2 pkt | 1.      | –         | –                        |
| 12. | 18 lutego 1984   | Sarajewo               | Igman K-112                  | 213,7 pkt | 2.      | 17,5 pkt  | Matti Nykänen            |
| 13. | 17 marca 1984    | Oberstdorf             | Heini-Klopfer-Skiflugschanze | 360,0 pkt | 3.      | 32,5 pkt  | Matti Nykänen            |
| 14. | 18 marca 1984    | Oberstdorf             | Heini-Klopfer-Skiflugschanze | 357,5 pkt | 2.      | 33,5 pkt  | Matti Nykänen            |
| 15. | 24 marca 1984    | Planica                | Srednija velikanka           | 223,2 pkt | 1.      | –         | –                        |
| 16. | 1 stycznia 1985  | Garmisch-Partenkirchen | Große Olympiaschanze         | 210,1 pkt | 1.      | –         | –                        |
| 17. | 4 stycznia 1985  | Innsbruck              | Bergisel                     | 215,8 pkt | 2.      | 3,5 pkt   | Matti Nykänen            |
| 18. | 13 lutego 1985   | Sankt Moritz           | Olympiaschanze               | 216,9 pkt | 3.      | 8,1 pkt   | Ernst Vettori            |
| 19. | 17 lutego 1985   | Engelberg              | Gross-Titlis-Schanze         | 231,5 pkt | 1.      | –         | –                        |
| 20. | 22 grudnia 1985  | Chamonix               | Tremplin aux Bossons         | 194,1 pkt | 2.      | 2,6 pkt   | Pekka Suorsa             |
| 21. | 6 grudnia 1986   | Thunder Bay            | Normal Thunder               | 230,7 pkt | 1.      | –         | –                        |
| 22. | 6 grudnia 1987   | Thunder Bay            | Big Thunder                  | 217,9 pkt | 2.      | 23,8 pkt  | Matti Nykänen            |
| 23. | 1 stycznia 1988  | Garmisch-Partenkirchen | Große Olympiaschanze         | 198,5 pkt | 3.      | 13,9 pkt  | Matti Nykänen            |
| 24. | 3 stycznia 1988  | Innsbruck              | Bergisel                     | 195,1 pkt | 3.      | 24,9 pkt  | Matti Nykänen            |
| 25. | 22 stycznia 1988 | Gstaad                 | Mattenschanze                | 212,3 pkt | 3.      | 5,7 pkt   | Pavel Ploc               |
| 26. | 24 stycznia 1988 | Engelberg              | Gross-Titlis-Schanze         | 215,0 pkt | 1.      | –         | –                        |
| 27. | 1 stycznia 1989  | Garmisch-Partenkirchen | Große Olympiaschanze         | 218,0 pkt | 2.      | 2,5 pkt   | Matti Nykänen            |
| 28. | 4 stycznia 1989  | Innsbruck              | Bergisel                     | 213,0 pkt | 3.      | 2,0 pkt   | Jan Boklöv               |
| 29. | 21 stycznia 1989 | Oberhof                | Rennsteigschanze             | 216,5 pkt | 2.      | 0,1 pkt   | Ole Gunnar Fidjestøl     |
| 30. | 22 stycznia 1989 | Oberhof                | Rennsteigschanze             | 229,0 pkt | 1.      | –         | –                        |
| 31. | 5 marca 1989     | Oslo                   | Holmenkollbakken             | 225,0 pkt | 1.      | –         | –                        |
| 32. | 8 marca 1989     | Örnsköldsvik           | Paradiskullen                | 231,5 pkt | 1.      | –         | –                        |
| 33. | 25 marca 1989    | Planica                | Srednija velikanka           | 222,5 pkt | 1.      | –         | –                        |
| 34. | 26 marca 1989    | Planica                | Bloudkova velikanka          | 227,0 pkt | 1.      | –         | –                        |
| 35. | 17 grudnia 1989  | Sapporo                | Ōkurayama                    | 227,0 pkt | 1.      | –         | –                        |
| 36. | 28 grudnia 1989  | Oberstdorf             | Schattenbergschanze          | 208,0 pkt | 3.      | -7,0 pkt  | Dieter Thoma             |
| 37. | 1 stycznia 1990  | Garmisch-Partenkirchen | Große Olympiaschanze         | 220,5 pkt | 1.      | –         | –                        |
| 38. | 4 stycznia 1990  | Innsbruck              | Bergisel                     | 226,5 pkt | 2.      | -0,5 pkt  | Ari-Pekka Nikkola        |
| 39. | 17 stycznia 1990 | Zakopane               | Wielka Krokiew               | 207,0 pkt | 1.      | –         | –                        |
| 40. | 16 lutego 1990   | Predazzo               | Trampolino Dal Ben           | 219,4 pkt | 2.      | -1,1 pkt  | Roberto Cecon            |
| 41. | 17 marca 1990    | Raufoss                | Lønnbergbakken               | 211,8 pkt | 3.      | -6,4 pkt  | Andreas Felder           |
| 42. | 24 marca 1990    | Planica                | Bloudkova velikanka          | 211,5 pkt | 3.      | -8,5 pkt  | Roberto Cecon            |
| 43. | 30 grudnia 1990  | Oberstdorf             | Schattenbergschanze          | 203,9 pkt | 1.      | –         | –                        |
| 44. | 1 stycznia 1991  | Garmisch-Partenkirchen | Große Olympiaschanze         | 204,3 pkt | 1.      | –         | –                        |
| 45. | 4 stycznia 1991  | Innsbruck              | Bergisel                     | 219,1 pkt | 2.      | -2,5 pkt  | Ari-Pekka Nikkola        |
| 46. | 12 stycznia 1991 | Oberhof                | Hans-Renner-Schanze          | 221,1 pkt | 3.      | -12,4 pkt | Dieter Thoma             |
| 47. | 1 stycznia 1993  | Garmisch-Partenkirchen | Große Olympiaschanze         | 219,4 pkt | 2.      | -1,4 pkt  | Noriaki Kasai            |
| 48. | 12 grudnia 1993  | Planica                | Bloudkova velikanka          | 274,7 pkt | 1.      | –         | –                        |
| 49. | 14 grudnia 1993  | Predazzo               | Trampolino Dal Ben K-90      | 238,5 pkt | 1.      | –         | –                        |
| 50. | 30 grudnia 1993  | Oberstdorf             | Schattenbergschanze          | 238,1 pkt | 1.      | –         | –                        |
| 51. | 1 stycznia 1994  | Garmisch-Partenkirchen | Große Olympiaschanze         | 231,0 pkt | 2.      | -7,6 pkt  | Espen Bredesen           |
| 52. | 4 stycznia 1994  | Innsbruck              | Bergisel                     | 229,4 pkt | 2.      | -4,0 pkt  | Andreas Goldberger       |
| 53. | 6 stycznia 1994  | Bischofshofen          | Paul-Ausserleitner-Schanze   | 224,8 pkt | 3.      | -20,2 pkt | Espen Bredesen           |
| 54. | 22 stycznia 1994 | Sapporo                | Miyanomori                   | 230,5 pkt | 1.      | –         | –                        |
| 55. | 23 stycznia 1994 | Sapporo                | Ōkurayama                    | 253,4 pkt | 1.      | –         | –                        |
| 56. | 5 marca 1994     | Lahti                  | Salpausselkä K-90            | 244,0 pkt | 1.      | –         | –                        |
| 57. | 9 marca 1994     | Örnsköldsvik           | Paradiskullen                | 231,5 pkt | 3.      | -2,5 pkt  | Roberto Cecon            |
| 58. | 27 marca 1994    | Thunder Bay            | Normal Thunder               | 274,5 pkt | 1.      | –         | –                        |
| 59. | 30 grudnia 1994  | Oberstdorf             | Schattenbergschanze          | 225,1 pkt | 3.      | -2,8 pkt  | Reinhard Schwarzenberger |
| 60. | 28 stycznia 1995 | Lahti                  | Salpausselkä K-90            | 232,0 pkt | 2.      | -2,5 pkt  | Andreas Goldberger       |
| 61. | 29 stycznia 1995 | Lahti                  | Salpausselkä K-114           | 126,9 pkt | 1.      | –         | –                        |
| 62. | 1 lutego 1995    | Kuopio                 | Puijo                        | 244,0 pkt | 3.      | -4,5 pkt  | Toni Nieminen            |
| 63. | 4 lutego 1995    | Falun                  | Lugnet K-90                  | 242,5 pkt | 3.      | -12,5 pkt | Roberto Cecon            |
| 64. | 12 lutego 1995   | Oslo                   | Holmenkollbakken             | 242,3 pkt | 3.      | -12,6 pkt | Andreas Goldberger       |
| 65. | 25 lutego 1995   | Oberstdorf             | Heini-Klopfer-Skiflugschanze | 348,6 pkt | 3.      | -20,2 pkt | Andreas Goldberger       |
| 66. | 28 grudnia 1995  | Oberhof                | Hans-Renner-Schanze          | 224,9 pkt | 3.      | -16,6 pkt | Mika Laitinen            |
| 67. | 30 grudnia 1995  | Oberstdorf             | Schattenbergschanze          | 242,2 pkt | 2.      | -5,7 pkt  | Mika Laitinen            |
| 68. | 1 stycznia 1996  | Garmisch-Partenkirchen | Große Olympiaschanze         | 226,0 pkt | 3.      | -2,6 pkt  | Reinhard Schwarzenberger |
| 69. | 4 stycznia 1996  | Innsbruck              | Bergisel                     | 230,9 pkt | 2.      | -7,9 pkt  | Andreas Goldberger       |
| 70. | 6 stycznia 1996  | Bischofshofen          | Paul-Ausserleitner-Schanze   | 251,2 pkt | 1.      | –         | –                        |
| 71. | 20 stycznia 1996 | Sapporo                | Miyanomori                   | 218,0 pkt | 1.      | –         | –                        |
| 72. | 17 lutego 1996   | Iron Mountain          | Pine Mountain                | 249,6 pkt | 1.      | –         | –                        |
| 73. | 13 marca 1996    | Falun                  | Lugnet K-90                  | 253,0 pkt | 3.      | -4,0 pkt  | Primož Peterka           |

### Miejsca w poszczególnych konkursach indywidualnychPucharu Świata
Do sezonu 1992/1993 obowiązywała inna punktacja za konkurs Pucharu Świata.
| Sezon 1980/1981                                                                        |                        |                        |                        |               |                        |                        |                        |                   |                        |                     |                |                |             |             |              |              |             |                     |                     |                     |                     |         |         |         |           |        |        |        |        |        |        |        |        |
| Oberstdorf                                                                             | Garmisch-Partenkirchen | Innsbruck              | Bischofshofen          | Harrachov     | Liberec                | St.Moritz              | Gstaad                 | Engelberg         | Ironwood               | Ironwood            | Sapporo        | Sapporo        | Thunder Bay | Thunder Bay | Chamonix     | Saint-Nizier | Lahti       | Lahti               | Falun               | Baerum              | Oslo                | Planica | Planica | punkty  | punkty    | punkty | punkty | punkty | punkty | punkty | punkty | punkty |        |
| 90                                                                                     | 79                     | -                      | -                      | -             | -                      | -                      | -                      | -                 | -                      | -                   | -              | -              | -           | -           | -            | -            | -           | -                   | -                   | -                   | -                   | -       | -       | 0       | 0         | 0      | 0      | 0      | 0      | 0      | 0      | 0      |        |
| Sezon 1981/1982                                                                        |                        |                        |                        |               |                        |                        |                        |                   |                        |                     |                |                |             |             |              |              |             |                     |                     |                     |                     |         |         |         |           |        |        |        |        |        |        |        |        |
| Cortina d’Ampezzo                                                                      | Oberstdorf             | Garmisch-Partenkirchen | Innsbruck              | Bischofshofen | Sapporo                | Sapporo                | Thunder Bay            | Thunder Bay       | Sankt Moritz           | Engelberg           | Oslo           | Oslo           | Lahti       | Lahti       | Tauplitz     | Tauplitz     | Tauplitz    | Szczyrbskie Jezioro | Szczyrbskie Jezioro | Planica             | Planica             | punkty  | punkty  | punkty  | punkty    | punkty | punkty | punkty | punkty | punkty | punkty | punkty | punkty |
| -                                                                                      | -                      | -                      | -                      | -             | -                      | -                      | -                      | -                 | -                      | -                   | -              | -              | -           | -           | -            | -            | -           | 33                  | 23                  | -                   | -                   | 0       | 0       | 0       | 0         | 0      | 0      | 0      | 0      | 0      | 0      | 0      | 0      |
| Sezon 1982/1983                                                                        |                        |                        |                        |               |                        |                        |                        |                   |                        |                     |                |                |             |             |              |              |             |                     |                     |                     |                     |         |         |         |           |        |        |        |        |        |        |        |        |
| Cortina d’Ampezzo                                                                      | Oberstdorf             | Garmisch-Partenkirchen | Innsbruck              | Bischofshofen | Harrachov              | Liberec                | Lake Placid            | Lake Placid       | Thunder Bay            | Thunder Bay         | St.Moritz      | Gstaad         | Engelberg   | Vikersund   | Vikersund    | Vikersund    | Falun       | Falun               | Lahti               | Lahti               | Baerum              | Oslo    | Planica | Planica | punkty    | punkty | punkty | punkty | punkty | punkty | punkty | punkty | punkty |
| -                                                                                      | 27                     | 3                      | 2                      | 1             | 12                     | 49                     | -                      | -                 | -                      | -                   | 19             | 19             | 15          | 11          | 19           | 7            | 33          | 15                  | -                   | -                   | -                   | -       | -       | -       | 80        | 80     | 80     | 80     | 80     | 80     | 80     | 80     | 80     |
| Sezon 1983/1984                                                                        |                        |                        |                        |               |                        |                        |                        |                   |                        |                     |                |                |             |             |              |              |             |                     |                     |                     |                     |         |         |         |           |        |        |        |        |        |        |        |        |
| Thunder Bay                                                                            | Thunder Bay            | Lake Placid            | Lake Placid            | Oberstdorf    | Garmisch-Partenkirchen | Innsbruck              | Bischofshofen          | Cortina d’Ampezzo | Harrachov              | Liberec             | Sapporo        | Sapporo        | Sarajewo    | Sarajewo    | Lahti        | Lahti        | Falun       | Lillehammer         | Oslo                | Oberstdorf          | Oberstdorf          | Planica | Planica | punkty  | punkty    | punkty | punkty | punkty | punkty | punkty | punkty | punkty |        |
| -                                                                                      | -                      | -                      | -                      | 2             | 1                      | 1                      | 1                      | 1                 | 2                      | 1                   | -              | -              | 1           | 2           | -            | -            | -           | 6                   | 22                  | 3                   | 2                   | 1       | 8       | 230     | 230       | 230    | 230    | 230    | 230    | 230    | 230    | 230    |        |
| Sezon 1984/1985                                                                        |                        |                        |                        |               |                        |                        |                        |                   |                        |                     |                |                |             |             |              |              |             |                     |                     |                     |                     |         |         |         |           |        |        |        |        |        |        |        |        |
| Thunder Bay                                                                            | Thunder Bay            | Lake Placid            | Lake Placid            | Oberstdorf    | Garmisch-Partenkirchen | Innsbruck              | Bischofshofen          | Cortina d’Ampezzo | Sapporo                | Sapporo             | St.Moritz      | Engelberg      | Harrachov   | Lahti       | Lahti        | Örnsköldsvik | Falun       | Oslo                | Szczyrbskie Jezioro | Szczyrbskie Jezioro | punkty              | punkty  | punkty  | punkty  | punkty    | punkty | punkty | punkty | punkty |        |        |        |        |
| -                                                                                      | -                      | -                      | -                      | 4             | 1                      | 2                      | 4                      | -                 | 6                      | 4                   | 3              | 1              | -           | -           | -            | -            | -           | -                   | 6                   | 6                   | 151                 | 151     | 151     | 151     | 151       | 151    | 151    | 151    | 151    |        |        |        |        |
| Sezon 1985/1986                                                                        |                        |                        |                        |               |                        |                        |                        |                   |                        |                     |                |                |             |             |              |              |             |                     |                     |                     |                     |         |         |         |           |        |        |        |        |        |        |        |        |
| Thunder Bay                                                                            | Thunder Bay            | Lake Placid            | Lake Placid            | Chamonix      | Oberstdorf             | Garmisch-Partenkirchen | Innsbruck              | Bischofshofen     | Harrachov              | Liberec             | Klingenthal    | Oberwiesenthal | Sapporo     | Sapporo     | Vikersund    | Vikersund    | St.Moritz   | Gstaad              | Engelberg           | Lahti               | Lahti               | Oslo    | Planica | Planica | punkty    | punkty | punkty | punkty | punkty | punkty | punkty | punkty | punkty |
| -                                                                                      | -                      | -                      | -                      | 2             | 18                     | 4                      | 62                     | 6                 | 15                     | 9                   | 9              | 14             | -           | -           | -            | -            | 7           | 4                   | 11                  | -                   | -                   | -       | 33      | 24      | 77        | 77     | 77     | 77     | 77     | 77     | 77     | 77     | 77     |
| Sezon 1986/1987                                                                        |                        |                        |                        |               |                        |                        |                        |                   |                        |                     |                |                |             |             |              |              |             |                     |                     |                     |                     |         |         |         |           |        |        |        |        |        |        |        |        |
| Thunder Bay                                                                            | Thunder Bay            | Lake Placid            | Lake Placid            | Chamonix      | Oberstdorf             | Garmisch-Partenkirchen | Innsbruck              | Bischofshofen     | Szczyrbskie Jezioro    | Szczyrbskie Jezioro | Oberwiesenthal | Sapporo        | Sapporo     | Lahti       | Lahti        | Örnsköldsvik | Falun       | Planica             | Planica             | Raelingen           | Oslo                | punkty  | punkty  | punkty  | punkty    | punkty | punkty | punkty | punkty | punkty |        |        |        |
| 1                                                                                      | 7                      | 7                      | 6                      | -             | 20                     | 8                      | 5                      | 6                 | 6                      | 5                   | 19             | -              | -           | 17          | 22           | -            | -           | -                   | -                   | -                   | -                   | 103     | 103     | 103     | 103       | 103    | 103    | 103    | 103    | 103    |        |        |        |
| Sezon 1987/1988                                                                        |                        |                        |                        |               |                        |                        |                        |                   |                        |                     |                |                |             |             |              |              |             |                     |                     |                     |                     |         |         |         |           |        |        |        |        |        |        |        |        |
| Thunder Bay                                                                            | Thunder Bay            | Lake Placid            | Lake Placid            | Sapporo       | Sapporo                | Oberstdorf             | Garmisch-Partenkirchen | Innsbruck         | Bischofshofen          | Gallio              | St.Moritz      | Gstaad         | Engelberg   | Lahti       | Lahti        | Meldal       | Oslo        | Planica             | Planica             | punkty              | punkty              | punkty  | punkty  | punkty  | punkty    | punkty | punkty | punkty |        |        |        |        |        |
| 7                                                                                      | 2                      | -                      | -                      | -             | -                      | 6                      | 3                      | 3                 | 14                     | -                   | 22             | 3              | 1           | -           | -            | -            | -           | -                   | -                   | 111                 | 111                 | 111     | 111     | 111     | 111       | 111    | 111    | 111    |        |        |        |        |        |
| Sezon 1988/1989                                                                        |                        |                        |                        |               |                        |                        |                        |                   |                        |                     |                |                |             |             |              |              |             |                     |                     |                     |                     |         |         |         |           |        |        |        |        |        |        |        |        |
| Thunder Bay                                                                            | Thunder Bay            | Lake Placid            | Lake Placid            | Sapporo       | Sapporo                | Oberstdorf             | Garmisch-Partenkirchen | Innsbruck         | Bischofshofen          | Liberec             | Harrachov      | Oberhof        | Oberhof     | Chamonix    | Oslo         | Örnsköldsvik | Harrachov   | Planica             | Planica             | punkty              | punkty              | punkty  | punkty  | punkty  | punkty    | punkty | punkty | punkty |        |        |        |        |        |
| -                                                                                      | -                      | -                      | -                      | -             | -                      | 4                      | 2                      | 3                 | 19                     | -                   | -              | 2              | 1           | -           | 1            | 1            | -           | 1                   | 1                   | 192                 | 192                 | 192     | 192     | 192     | 192       | 192    | 192    | 192    |        |        |        |        |        |
| Sezon 1989/1990                                                                        |                        |                        |                        |               |                        |                        |                        |                   |                        |                     |                |                |             |             |              |              |             |                     |                     |                     |                     |         |         |         |           |        |        |        |        |        |        |        |        |
| Thunder Bay                                                                            | Thunder Bay            | Lake Placid            | Lake Placid            | Sapporo       | Sapporo                | Oberstdorf             | Garmisch-Partenkirchen | Innsbruck         | Bischofshofen          | Harrachov           | Liberec        | Zakopane       | St.Moritz   | Gstaad      | Engelberg    | Predazzo     | Predazzo    | Lahti               | Lahti               | Örnsköldsvik        | Solleftea           | Raufoss | Planica | Planica | punkty    | punkty | punkty | punkty | punkty | punkty | punkty | punkty | punkty |
| -                                                                                      | -                      | -                      | -                      | 10            | 1                      | 3                      | 1                      | 2                 | 11                     | -                   | -              | 1              | -           | -           | -            | 2            | 15          | 5                   | 4                   | 17                  | 11                  | 3       | 3       | 23      | 200       | 200    | 200    | 200    | 200    | 200    | 200    | 200    | 200    |
| Sezon 1990/1991                                                                        |                        |                        |                        |               |                        |                        |                        |                   |                        |                     |                |                |             |             |              |              |             |                     |                     |                     |                     |         |         |         |           |        |        |        |        |        |        |        |        |
| Lake Placid                                                                            | Lake Placid            | Thunder Bay            | Thunder Bay            | Sapporo       | Sapporo                | Oberstdorf             | Garmisch-Partenkirchen | Innsbruck         | Bischofshofen          | Oberhof             | Tauplitz       | Tauplitz       | Lahti       | Lahti       | Bollnaes     | Falun        | Trondheim   | Oslo                | Planica             | Planica             | Szczyrbskie Jezioro | punkty  | punkty  | punkty  | punkty    | punkty | punkty | punkty | punkty | punkty |        |        |        |
| -                                                                                      | -                      | -                      | -                      | -             | -                      | 1                      | 1                      | 2                 | 10                     | 3                   | -              | -              | 31          | -           | 6            | 12           | 10          | 6                   | 9                   | 14                  | 5                   | 141     | 141     | 141     | 141       | 141    | 141    | 141    | 141    | 141    |        |        |        |
| Sezon 1991/1992                                                                        |                        |                        |                        |               |                        |                        |                        |                   |                        |                     |                |                |             |             |              |              |             |                     |                     |                     |                     |         |         |         |           |        |        |        |        |        |        |        |        |
| Thunder Bay                                                                            | Thunder Bay            | Sapporo                | Sapporo                | Oberstdorf    | Garmisch-Partenkirchen | Innsbruck              | Bischofshofen          | Predazzo          | St.Moritz              | Engelberg           | Oberstdorf     | Oberstdorf     | Lahti       | Lahti       | Örnsköldsvik | Trondheim    | Trondheim   | Oslo                | Harrachov           | Planica             | punkty              | punkty  | punkty  | punkty  | punkty    | punkty | punkty | punkty | punkty |        |        |        |        |
| -                                                                                      | -                      | -                      | -                      | 6             | 10                     | -                      | -                      | -                 | -                      | -                   | -              | -              | 16          | 42          | 28           | 27           | 42          | 19                  | -                   | 31                  | 16                  | 16      | 16      | 16      | 16        | 16     | 16     | 16     | 16     |        |        |        |        |
| Sezon 1992/1993                                                                        |                        |                        |                        |               |                        |                        |                        |                   |                        |                     |                |                |             |             |              |              |             |                     |                     |                     |                     |         |         |         |           |        |        |        |        |        |        |        |        |
| Falun                                                                                  | Falun                  | Ruhpolding             | Sapporo                | Sapporo       | Oberstdorf             | Garmisch-Partenkirchen | Innsbruck              | Bischofshofen     | Predazzo               | Tauplitz            | Tauplitz       | Lahti          | Lahti       | Lillehammer | Oslo         | Planica      | punkty      | punkty              | punkty              | punkty              | punkty              | punkty  | punkty  | punkty  | punkty    | punkty | punkty | punkty | punkty |        |        |        |        |
| 12                                                                                     | 30                     | 39                     | -                      | -             | 7                      | 2                      | 31                     | 6                 | 12                     | -                   | -              | 5              | 26          | 33          | 13           | 34           | 61          | 61                  | 61                  | 61                  | 61                  | 61      | 61      | 61      | 61        | 61     | 61     | 61     | 61     |        |        |        |        |
| Legenda (do sezonu 1992/93)                                                            |                        |                        |                        |               |                        |                        |                        |                   |                        |                     |                |                |             |             |              |              |             |                     |                     |                     |                     |         |         |         |           |        |        |        |        |        |        |        |        |
| 1 2 3 4-10 11-15 poniżej 15 - – zawodnik nie wystartował lub zajął miejsce poniżej 15. |                        |                        |                        |               |                        |                        |                        |                   |                        |                     |                |                |             |             |              |              |             |                     |                     |                     |                     |         |         |         |           |        |        |        |        |        |        |        |        |
| Sezon 1993/1994                                                                        |                        |                        |                        |               |                        |                        |                        |                   |                        |                     |                |                |             |             |              |              |             |                     |                     |                     |                     |         |         |         |           |        |        |        |        |        |        |        |        |
| Planica                                                                                | Planica                | Predazzo               | Courchevel             | Engelberg     | Oberstdorf             | Garmisch-Partenkirchen | Innsbruck              | Bischofshofen     | Murau                  | Liberec             | Liberec        | Sapporo        | Sapporo     | Lahti       | Örnsköldsvik | Planica      | Thunder Bay | Thunder Bay         | punkty              | punkty              | punkty              | punkty  | punkty  | punkty  | punkty    | punkty | punkty | punkty | punkty | punkty | punkty |        |        |
| 5                                                                                      | 1                      | 1                      | 5                      | 38            | 1                      | 2                      | 2                      | 3                 | -                      | -                   | -              | 1              | 1           | 1           | 3            | -            | 6           | 1                   | 1110                | 1110                | 1110                | 1110    | 1110    | 1110    | 1110      | 1110   | 1110   | 1110   | 1110   | 1110   | 1110   |        |        |
| Sezon 1994/1995                                                                        |                        |                        |                        |               |                        |                        |                        |                   |                        |                     |                |                |             |             |              |              |             |                     |                     |                     |                     |         |         |         |           |        |        |        |        |        |        |        |        |
| Planica                                                                                | Planica                | Oberstdorf             | Garmisch-Partenkirchen | Innsbruck     | Bischofshofen          | Willingen              | Engelberg              | Engelberg         | Sapporo                | Sapporo             | Lahti          | Lahti          | Kuopio      | Falun       | Falun        | Lillehammer  | Oslo        | Vikersund           | Vikersund           | Oberstdorf          | punkty              | punkty  | punkty  | punkty  | punkty    | punkty | punkty | punkty | punkty |        |        |        |        |
| 9                                                                                      | 14                     | 3                      | 15                     | 28            | 11                     | 5                      | -                      | -                 | -                      | -                   | 2              | 1              | 3           | 3           | 14           | 4            | 3           | -                   | -                   | 3                   | 683                 | 683     | 683     | 683     | 683       | 683    | 683    | 683    | 683    |        |        |        |        |
| Sezon 1995/1996                                                                        |                        |                        |                        |               |                        |                        |                        |                   |                        |                     |                |                |             |             |              |              |             |                     |                     |                     |                     |         |         |         |           |        |        |        |        |        |        |        |        |
| Lillehammer                                                                            | Lillehammer            | Villach                | Planica                | Predazzo      | Chamonix               | Chamonix               | Oberhof                | Oberstdorf        | Garmisch-Partenkirchen | Innsbruck           | Bischofshofen  | Engelberg      | Engelberg   | Sapporo     | Sapporo      | Zakopane     | Zakopane    | Tauplitz            | Tauplitz            | Iron Mountain       | Iron Mountain       | Kuopio  | Lahti   | Lahti   | Harrachov | Falun  | Oslo   | punkty |        |        |        |        |        |
| 13                                                                                     | 17                     | 8                      | 14                     | 21            | -                      | -                      | 3                      | 2                 | 3                      | 2                   | 1              | -              | -           | 1           | 4            | 50           | -           | 5                   | 5                   | 1                   | 17                  | 21      | 5       | 5       | -         | 3      | 6      | 1028   |        |        |        |        |        |
| Legenda                                                                                |                        |                        |                        |               |                        |                        |                        |                   |                        |                     |                |                |             |             |              |              |             |                     |                     |                     |                     |         |         |         |           |        |        |        |        |        |        |        |        |
| 1 2 3 4-10 11-30 poniżej 30 - – zawodnik nie wystartował                               |                        |                        |                        |               |                        |                        |                        |                   |                        |                     |                |                |             |             |              |              |             |                     |                     |                     |                     |         |         |         |           |        |        |        |        |        |        |        |        |

### Miejsca w poszczególnych konkursach drużynowychPucharu Świata
| Sezon 1991/1992                                  | Sezon 1991/1992 | Sezon 1991/1992 | Sezon 1991/1992 | Sezon 1991/1992 | Sezon 1991/1992 | Sezon 1991/1992 | Sezon 1991/1992 | Predazzo K120   | Planica K120     |
| Sezon 1991/1992                                  | Sezon 1991/1992 | Sezon 1991/1992 | Sezon 1991/1992 | Sezon 1991/1992 | Sezon 1991/1992 | Sezon 1991/1992 | Sezon 1991/1992 | -               | 2                |
| Sezon 1992/1993                                  | Sezon 1992/1993 | Sezon 1992/1993 | Sezon 1992/1993 | Sezon 1992/1993 | Sezon 1992/1993 | Sezon 1992/1993 | Sezon 1992/1993 | Predazzo K120   | Planica K120     |
| Sezon 1992/1993                                  | Sezon 1992/1993 | Sezon 1992/1993 | Sezon 1992/1993 | Sezon 1992/1993 | Sezon 1992/1993 | Sezon 1992/1993 | Sezon 1992/1993 | 2               | 5                |
| Legenda                                          |                 |                 |                 |                 |                 |                 |                 |                 |                  |
| 1 2 3 poniżej 3 - – zawodnik nie wystartował     |                 |                 |                 |                 |                 |                 |                 |                 |                  |
| Sezon 1993/1994                                  | Sezon 1993/1994 | Sezon 1993/1994 | Sezon 1993/1994 | Sezon 1993/1994 | Sezon 1993/1994 | Sezon 1993/1994 | Sezon 1993/1994 | Lahti K114      | Thunder Bay K120 |
| Sezon 1993/1994                                  | Sezon 1993/1994 | Sezon 1993/1994 | Sezon 1993/1994 | Sezon 1993/1994 | Sezon 1993/1994 | Sezon 1993/1994 | Sezon 1993/1994 | -               | 1                |
| Sezon 1994/1995                                  | Sezon 1994/1995 | Sezon 1994/1995 | Sezon 1994/1995 | Sezon 1994/1995 | Sezon 1994/1995 | Sezon 1994/1995 | Sezon 1994/1995 | Sezon 1994/1995 | Lahti K114       |
| Sezon 1994/1995                                  | Sezon 1994/1995 | Sezon 1994/1995 | Sezon 1994/1995 | Sezon 1994/1995 | Sezon 1994/1995 | Sezon 1994/1995 | Sezon 1994/1995 | Sezon 1994/1995 | 4                |
| Sezon 1995/1996                                  | Sezon 1995/1996 | Sezon 1995/1996 | Sezon 1995/1996 | Sezon 1995/1996 | Sezon 1995/1996 | Planica K120    | Trondheim K120  | Lahti K114      | Oslo K110        |
| Sezon 1995/1996                                  | Sezon 1995/1996 | Sezon 1995/1996 | Sezon 1995/1996 | Sezon 1995/1996 | Sezon 1995/1996 | 6               | 3               | 2               | 3                |
| Legenda                                          |                 |                 |                 |                 |                 |                 |                 |                 |                  |
| 1 2 3 4-6 poniżej 6 - – zawodnik nie wystartował |                 |                 |                 |                 |                 |                 |                 |                 |                  |

### Turniej Czterech Skoczni

#### Miejsca w klasyfikacji generalnej
- 1980/1981 – 110. (przedostatni)
- 1982/1983 – 2.
- 1983/1984 – 1.
- 1984/1985 – 1.
- 1985/1986 – 23.
- 1986/1987 – 7.
- 1987/1988 – 2.
- 1988/1989 – 2.
- 1989/1990 – 3.
- 1990/1991 – 1.
- 1991/1992 – 38.
- 1992/1993 – 8.
- 1993/1994 – 2.
- 1994/1995 – 12.
- 1995/1996 – 1.

## Puchar Świata w lotach

### Miejsca w klasyfikacji generalnej
- sezon 1990/1991: 19.
- sezon 1994/1995: 14.
- sezon 1995/1996: 8.

## Letnie Grand Prix

### Miejsca w klasyfikacji generalnej
- 1994 – 5.
- 1995 – 43.

### Miejsca w poszczególnych konkursachLGP
W 1994 i 1995 roku sumowano punkty za wszystkie skoki (tak jak np. w TCS)
| 1994                                                                                |           |              |        |        |        |        |        |        |        |        |
| Hinterzarten                                                                        | Predazzo  | Stams        | punkty | punkty | punkty | punkty | punkty | punkty | punkty | punkty |
| 3                                                                                   | 5         | 11           | 656.6  | 656.6  | 656.6  | 656.6  | 656.6  | 656.6  | 656.6  | 656.6  |
| 1995                                                                                |           |              |        |        |        |        |        |        |        |        |
| Kuopio                                                                              | Trondheim | Hinterzarten | Stams  | punkty |        |        |        |        |        |        |
| -                                                                                   | -         | 41           | 7      | 339.3  |        |        |        |        |        |        |
| Legenda                                                                             |           |              |        |        |        |        |        |        |        |        |
| 1 2 3 4–10 11–30 poniżej 30 – – zawodnik nie wystartował lub nie zakwalifikował się |           |              |        |        |        |        |        |        |        |        |